# Пастка Барбера
Пастка Барбера — різновид ентомологічного обладнання, використовується для лову комах, що повзають по поверхні грунту. Дані пастки розраховані на випадкове потрапляння в них комах, що пересуваються.